# Syngenta
A Syngenta egy világméretű, svájci eredetű vegyipari és biotechnológiai cég, ami elsősorban vetőmagvakat és növényvédő szereket árul. A vállalat a harmadik legnagyobb kereskedelmi vetőmagcég a világon és mind a svájci, mind a New York-i értéktőzsdén forognak a papírjai. A cég forgalma 2010-ben meghaladta a 11 milliárd dollárt és világszerte 26.000 embert foglalkoztat. A génmódosított technológiákban játszott szerepe miatt a vállalatot számos kritika érte.

## Története
A svájci Bázelben székelő vállalat 2000-ben jött létre a Novartis mezőgazdasági és a Zeneca mezőgazdasági vegyipari részlegének összeolvadásával, ám története ennél jóval régebbre nyúlik vissza.
Az 1758-ban alapított Johan Rudolf Geigy-Gemuseus, az 1876-ban alapított Sandoz és az 1884-ben alapított Ciba 1995-ben hozta létre a Novartist, míg a Zeneca az AstraZeneca cég része volt korábban.
A vállalat 2004-ben felvásárolta az észak-amerikai Advanta céget és a Garst and Golden Harvestet, 2005-ben pedig tiltakozott a génmódosított élelmiszerek svájci betiltása ellen.
2007-ben egy brazil parasztszervezet, a Landless Workers' Movement elfoglalta a vállalat egy kísérleti farmját, egyfelől a GMO-k elleni tiltakozásként, másrészt művelés céljából. Az események után fegyveresek érkeztek, és a tüntetőkre támadtak, ami halálos áldozatokkal is járt. A földfoglalók szerint a támadók a Syngenta emberei voltak, ám a társaság ezt tagadja és a bíróság sem állapította meg a cég felelősségét.
2016 februárjában a kínai állam tulajdonában álló ChemChina vegyipari vállalat bejelentette, hogy felvásárolja a Syngentát. A felvásárlást az Európai Unió, az USA, Ausztrália, Kína és India hatóságai is jóváhagyták 2017 tavaszára és a Syngenta részvényeseinek 82%-a eladta részesedését a kínai vállalatnak.

## Termékei
A vállalat termékei két csoportba sorolhatóak, ezek a növényvédő szerek és a vetőmagok. A cég által gyártott vetőmagok közül számos génmódosított, emellett azonban a paraquat tartalmú növényvédő szerről is érkeztek olyan jelentések, mely számos halálesetet köt annak véletlen fogyasztásához. Mára a szer kékre festve és megkülönböztető illattal kerül a piacra, hogy az ilyen eseteket megelőzze.
A társaság egy másik terméke az atrazin ellen is számos kifogást emeltek és az Európai Unióban be is tiltották, más piacokon továbbra is értékesíti a cég.